# Mestre Waldemar
Waldemar Rodrigues da Paixão (Ilha de Maré, 22 de fevereiro de 1916 - Salvador, 1990), mais conhecido como Mestre Waldemar, Waldemar da Liberdade ou Waldemar do Pero Vaz, é um mestre de capoeira baiano.

## História
A vida de Waldemar como capoeirista e mestre de capoeira começa na década de 1940, onde ele  implanta um barracão na invasão do Corta-Braço, futuro bairro da Liberdade, onde joga-se capoeira todos os domingos, também ensinando na rampa do mercado na Cidade Baixa. Praticava uma diversidade de capoeira, dos mais lentos aos mais combativos, com afirmada preferência para os mais lentos.
Durante a década de 1950, a capoeira dele na Liberdade atrai acadêmicos, artistas e jornalistas. Os etnólogos Anthony Leeds em 1950 e Simone Dreyfus em 1955 gravam o som dos berimbaus. O escultor Mário Cravo e o pintor Carybé, também capoeiristas, frequentam o barracão. Mais tarde, a maior parte dos renomados capoeiristas afirmam ter grande influência na capoeira de Waldemar, na de Mestre Cobrinha Verde do bairro de Nordeste de Amaralina até na de Mestre Bimba.
De acordo com Albano Marinho de Oliveira (1956), o grupo da Liberdade começou a cantar longos solos antes do jogo (hoje chamados ladainhas). O próprio Waldemar reivindicou, em depoimento a Kay Shaffer, ter inventado de pintar o berimbau. A fabricação e venda para os turistas de berimbau foi uma fonte de renda para mestre Waldemar.
Waldemar, como bom capoeirista, andou na sombra. Ficou discreto sobre suas atividades e breve em sua fala. Mal existem fotos dele antes de velho. Não procurou a fama e, apesar de seu notado talento de cantor e de tocador de berimbau, não integrou muito o mercado de espetáculo turístico. Também, a música que se escuta nas gravações de 1951 e 1955 é coletiva, sempre tendo, ao menos, um dialogo de dois berimbaus.
Velho e impossibilitado de jogar capoeira e de tocar berimbau pela doença de Parkinson, Waldemar ainda aproveitou um pouco do movimento de resgate das tradições dos anos 1980, cantando em diversas ocasiões e gravando CD com Mestre Canjiquinha.
Na Bahia existem um bairro e uma rua que recebem seu nome.